# Марк Плавций Силван (претор 24 г.)
Вижте пояснителната страница за други личности с името Марк Плавций Силван.
Марк Плавций Силван (на латински: Marcus Plautius Silvanus) е политик на Римската империя, претор през 24 г.
Произлиза от фамилията Плавции, клон Силван. Син е на генерал Марк Плавций Силван (консул 2 пр.н.е.) и Ларция. Брат е на Плавция Ургуланила, която 15 г. става съпруга на император Клавдий, с когото има две деца. Той е внук по бащина линия на Ургулания, близка приятелка на Ливия, съпругата на император Август и майка на Тиберий. Майка му е потомка на легендарните братя Спурий Ларций (консул 506 и 490 пр.н.е.) и Тит Ларций Флав (римски консул 501 и 498 пр.н.е. и първият диктатор на Римската република от 501 пр.н.е.).
Марк Плавций Силван се жени за Апрония, дъщеря на Луций Апроний (суфектконсул 8 г., проконсул на провинция Африка 18/21 г.) и сестра на Луций Апроний Цезиан (претор 32 г., консул 39 г.) и на Апрония Цезения, съпруга на историка Гней Корнелий Лентул Гетулик (консул 26 г.).
Той е претор през 24 г. и се самоубива същата година, след като убива жена си.